# روبی (خواننده)
رانیا حسین محمد توفیق (عربی: رانيا حسين محمد توفيق؛ زادهٔ ۸ اکتبر ۱۹۸۱) یک خواننده، مدل و هنرپیشه اهل مصر است که بیشتر با نام روبی شناخته می‌شود.
او اولین تک‌آهنگ خود را در سال ۲۰۰۳ منتشر کرد.